# Svenstrup (Slagelse Kommune)
 For alternative betydninger, se Svenstrup. (Se også artikler, som begynder med Svenstrup)
Svenstrup er en by på Sydvestsjælland med 1.883 indbyggere  (2024), beliggende i Tårnborg Sogn ca. 5 kilometer øst for Korsør nærmere bestemt den nordlige bydel Halsskov. Den ligger i Slagelse Kommune og tilhører Region Sjælland.
Svenstrup har egen skole og kirke.
Byen består primært af parcelhuse, med enkelte villaer og lidt landbrug og industri, deriblandt Kehlers Teglværk.
Fodboldholdet Tårnborg IF har hold i såvel serie 4 som serie 6. Der finder jævnligt lokalopgør sted mod Korsør Boldklub og Halskov Boldklub.